# Drimys reticulata
Drimys reticulata är en tvåhjärtbladig växtart som beskrevs av Friedrich Ludwig Diels. Drimys reticulata ingår i släktet Drimys och familjen Winteraceae. Inga underarter finns listade.